# 武胜 (核材料与工艺专家)
武胜（1934年9月23日—2023年1月4日），出生于黑龙江阿城，中国核材料与工艺专家，中国工程物理研究院研究员。1960年毕业于莫斯科有色金属学院。1999年当选为中国工程院院士。